# NGC 1671
NGC 1671 (другие обозначения — UGC 3178, MCG 0-13-15, ZWG 394.16, PGC 16095) — линзообразная галактика (S0) в созвездии Орион.
Этот объект входит в число перечисленных в оригинальной редакции «Нового общего каталога».
NGC 1671 может быть тем же объектом, что и галактика IC 395, которую открыл также Льюис Свифт. Описания Свифта для обоих галактик хорошо совпадают, но их координаты различаются более чем на градус в склонении и на 43 секунды прямого восхождения.